# Матео Пумакава
Матео Гарсія Пумакава (ісп. Mateo Pumacahua; 21 вересня 1740 — 17 березня 1815) — перуанський революціонер, що очолив повстання 1814 року в Куско в ході Війни за незалежність Перу.

## Біографія
Пумакава був куракою району Чінчеро, бригадиром і тимчасовим президентом аудіенсії Куско. Належав до знатного роду інків і також мав іспанських предків. Матео допоміг у 1781 році перемогти повстанську армію Тупака Амару II, що відображено на фресці в церкві в Чінчеро.
Три десятиліття потому, незважаючи на свій 70-річний вік, Пумакава в 1811 році очолив індіанське ополчення в експедиції віце-короля Перу Хосе Фернандо де Абаскаля, надісланій проти хунти Ла Паса у Верхньому Перу. Він був серед переможців у битві при Гуакі як полковник королівської армії.
Не зважаючи на службу колоніальній владі, приєднався до повстання в центральній і південній частині Віце-королівства Перу, розпочатого в Куско 3 серпня 1814 року. Пумакава керував армією, яка зайняла місто Арекіпу 10 листопада. 11 березня 1815 року військо було розбите в битві при Умачірі. Пумакава був захоплений і страчений роялістами.